# خانه گوهرتاج‌خانم
خانه گوهر تاج خانم مربوط به دوره پهلوی است و در املش، بلوار امام خمینی، کوچه رهبری، پلاک ۱۱ واقع شده و این اثر در تاریخ ۱۱ شهریور ۱۳۸۲ با شمارهٔ ثبت ۹۹۲۹ به‌عنوان یکی از آثار ملی ایران به ثبت رسیده است.